# Mario Vega Baca
Enrique Mario Vega Baca (Callao, Perú, 24 de mayo de 1942) es un exfutbolista peruano que jugaba de delantero y que estuvo en equipos de Perú y España.

## Trayectoria
Se inició en Sport Boys en 1962 y pasó al año siguiente a Defensor Lima. Llegó al futbol español, primero por Sevilla Atlético y luego a Atlético de Madrid donde formó parte del plantel que ganó la Copa del Generalísimo de fútbol 1964-65.
Fue entrenador de Atlético Chalaco en 2004.

## Clubes
| Club                | País   | Año         |
| ------------------- | ------ | ----------- |
| Sport Boys          | Perú   | 1962        |
| Defensor Lima       | Perú   | 1963        |
| Sevilla Atlético    | España | 1963 - 1964 |
| Atlético de Madrid  | España | 1964 - 1965 |
| Racing de Santander | España | 1965 - 1967 |
| Numancia            | España | 1967 - 1969 |
| Villarreal          | España | 1969 - 1970 |
| Atlético Torino     | Perú   | 1970        |
| Deportivo Sima      | Perú   | 1971        |
| Porvenir Miraflores | Perú   | 1972 - 1973 |

## Palmarés

### Copas nacionales
| Título       | Club               | País   | Año     |
| ------------ | ------------------ | ------ | ------- |
| Copa del Rey | Atlético de Madrid | España | 1964-65 |